# Valdemar Tomaševski
Waldemar Tomaszewski (precedentemente Valdemar Tomaševski; Vilnius, 3 marzo 1965) è un politico polacco con cittadinanza lituana, eurodeputato per l'Azione Elettorale dei Polacchi in Lituania.

## Biografia
Leader dell'Azione Elettorale dei Polacchi in Lituania dal 1999, è stato deputato al Seimas, il parlamento lituano, dal 2000 al giugno 2009, quando alle elezioni europee del 2009 è stato eletto eurodeputato.
È stato inoltre candidato per il proprio partito alle elezioni presidenziali del 2009, in cui ha ottenuto il 4,7%.